# Quaestus pachecoi
Quaestus pachecoi es una especie de escarabajo del género Quaestus, familia Leiodidae. Fue descrita por Bolívar y Pieltain en 1915.

## Distribución
Se encuentra en España.